# Karl Henize
Karl Gordon Henize (17. října 1926 v Cincinnati, Ohio, USA – 5. října 1993 v Nepálu) byl americký astronaut z programu Skylab a letů s raketoplány.

## Život

### Mládí a výcvik
Po základní a střední škole vystudoval matematickou fakultu virginské univerzity (University of Virginia), po ukončení studia v roce 1947 pokračoval na stejné univerzitě studiem na fakultě astronomie. Doktorát astronomie obhájil roku 1954. Pak sloužil u námořnictva. V roce 1967 byl vybrán do šesté skupiny připravujících se amerických astronautů. V programu Skylab vedl pokusy ultrafialové astronomie. Stal se zde členem podpůrných posádek pro lety Skylab 2, Skylab 3 a Skylab 4. Po ukončení tohoto programu se přeškolil na lety s raketoplány. Zde se stal 176. člověkem ve vesmíru.
Byl ženatý a měl čtyři děti.

### Let do vesmíru
Letěl pouze jednou a to v roce 1985 na palubě raketoplánu Challenger v sedmidenní misi STS-51-F. Pro Challenger to byl let osmý, na palubě byli: Charles Fullerton jako velitel, pilot Roy Bridges, dále dr. Karl G. Henize, dr. Story Musgrave, dr. Anthony England, dr. Loren Acton a dr. John-David Bartoe. Na oběžnou dráhu vynesli laboratoř Spacelab. Startovali z Kennedyho vesmírného střediska na mysu Canaveral, přistáli na základně Edwards AFB v Kalifornii.
- STS-51-F Challenger (29. července 1985 – 6. srpna 1985)

### Po letu
U NASA zůstal až do své smrti. Zemřel v 66 letech v roce 1993 při pokusu o výstup na Mount Everest ve výši 6000 m na infarkt.